# Syncrasis halidayi
Syncrasis halidayi är en stekelart som först beskrevs av Forster 1862.  Syncrasis halidayi ingår i släktet Syncrasis och familjen bracksteklar. Inga underarter finns listade i Catalogue of Life.